# Joshua Peterson
Joshua Peterson (* 8. März 1975) ist ein ehemaliger südafrikanischer Marathonläufer.
1999 wurde er Dritter bei den Südafrikanischen Marathonmeisterschaften und siegte bei den Panafrikanischen Spielen in Johannesburg. Im Jahr darauf wurde er Dritter beim Dubai-Marathon, Zweiter bei den nationalen Marathonmeisterschaften mit seiner persönlichen Bestzeit von 2:11:19 h und gewann den Two Oceans Marathon über die Ultramarathondistanz von 56 km in 3:13:12 h.